# Frequencímetro

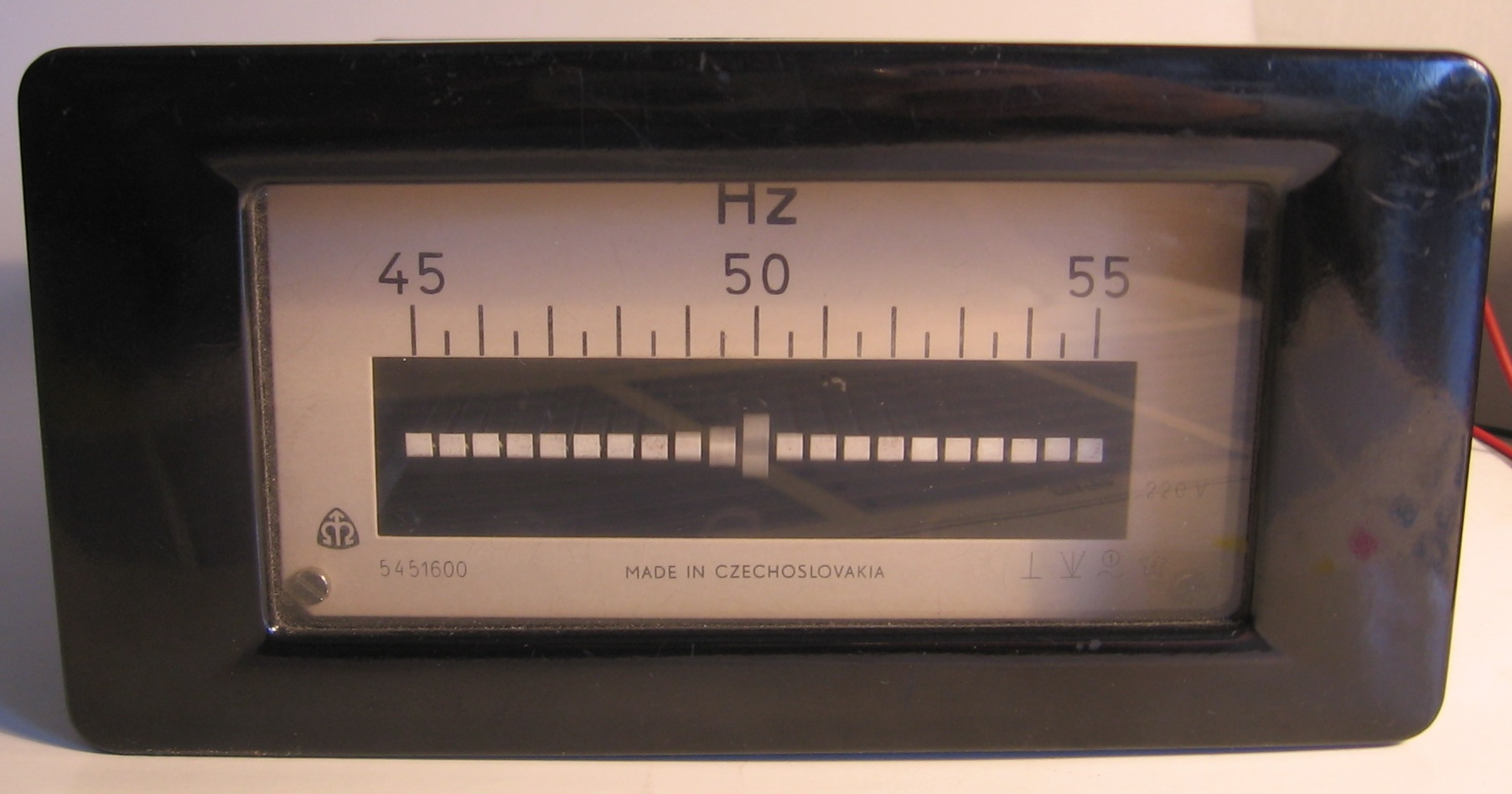
Frequencímetro analógico

O frequencímetro é um instrumento eletrônico utilizado para medição da frequência de um sinal periódico. A unidade de medida utilizada é o hertz (símbolo Hz). Um frequencímetro digital possui um mostrador que pode ser em cristal líquido ou de LEDs, informando a frequência medida em Hz, kHz, MHz ou GHz, conforme a escala utilizada. Muitos frequencímetros podem medir também o período do sinal medido (em segundos, milissegundos, microssegundos, nanossegundos).
Os frequencímetros eletrônicos digitais fazem uso de uma base de tempo precisa (um cristal de quartzo) e circuitos contadores digitais para realizar a medição da frequência. São muito utilizados em laboratórios de eletrônica e medição em campo. A resolução do sinal pode ser melhorada por técnicas como oversampling e averaging.
Além dos frequencímetros digitais, existem os eletromecânicos, usados para medir a baixa frequência da rede elétrica. Estes se compõem de barras de ferro-doce, que vibram em determinadas frequências de ressonância, e são instalados em painéis de equipamentos elétricos.